# Vasili Zhukovski
Vasili Andréyevich Zhukovski (en ruso: Василий Андреевич Жуковский; Mishenskoe, gobernación de Tula, 29 de enerojul./ 9 de febrero de 1783greg. - Baden-Baden, Alemania,12 de abriljul./ 24 de abril de 1852greg.) fue el más importante poeta ruso de los años 1810. Se le atribuye haber introducido el Romanticismo en la literatura rusa. El cuerpo principal de su producción literaria consiste en traducciones libres que cubren una impresionantemente amplia selección de poetas, desde Ferdousí hasta Schiller. Algunas de estas traducciones suyas resultaron mejor escritas y más perdurables que los originales.

## Primeros años
Nació en Mishenskoe, gobernación de Tula. Fue hijo ilegítimo de un rico terrateniente, llamado Afanasi Ivánovich Bunin, y de una mujer esclava turca, Salja. En su juventud, vivió y estudió en la Pensión de Nobles de la Universidad de Moscú, donde le influyó grandemente la masonería, el sentimentalismo inglés, y el movimiento «Sturm und Drang» alemán. También frecuentó la casa de Nikolái Karamzín, el eminente literato ruso y editor fundador de El Mensajero europeo, también conocido como El heraldo de Europa.  
En 1802, Zhukovski publicó una traducción libre de la obra de Thomas Gray «Elegía sobre un cementerio de aldea». La traducción presentó a los lectores rusos su estilo típico: melancólico y sentimental. Al instante se convirtió en una persona conocida. Actualmente, se cita de modo convencional como el punto de arranque del Romanticismo ruso.
En 1808, Karamzín le pidió a Zhukovski que asumiera editar el Mensajero. El joven poeta usó este puesto para explorar temas, motivos y géneros románticos. También fue el primer escritor ruso que cultivó la mística del poeta romántico.

## Obras de madurez
Tal como señaló Nabókov, Zhukovski perteneció a la clase de poetas que a veces bordean la grandeza pero nunca alcanzan realmente tal gloria. Su principal contribución fue como un innovador formal y estilístico que tomó prestado con libertad de la literatura europea, para proporcionar modelos en ruso que pudieran inspirar obras «originales». Zhukovski fue admirado, en particular, por sus melodiosas traducciones de alta calidad de baladas alemanas e inglesas.
Entre éstas, Ludmila (1808) y la pieza que hace pareja con ella, Svetlana (1813), se consideran hitos importantes en la tradición poética rusa. Ambas eran tradiciones libres de la bien conocida balada alemana Lenore, obra de Gottfried August Bürger, aunque cada una interpreta el original de una manera diferente. Zhukovski tradujo de manera característica Lenore incluso una tercera vez, como parte de sus esfuerzos por desarrollar un hexámetro dactílico en ruso que sonara natural. Sus muchas traducciones de Schiller, entre las que se incluyen canciones, baladas y el drama Jungfrau von Orleans (sobre Juana de Arco), se convirtieron en obras clásicas en ruso que muchas consideran de calidad semejante al original, si no superior. Destacaban por la profundidad psicológica e impresionaron e influyeron en Dostoievski, entre otros autores. Toda la obra que realizó en su vida Zhukovski como intérprete de literatura europea constituye probablemente el más importante cuerpo de hermenéutica literaria en el idioma ruso.
Cuando Napoleón invadió Rusia en 1812, Zhukovski se unió al ejército ruso bajo el mando del mariscal de campo Kutúzov. Allí escribió muchos versos patrióticos, incluyendo el poema original Un bardo en el campo de los guerreros rusos, que ayudó a establecer su reputación en la corte imperial. También compuso la letra para el himno nacional de la Rusia Imperial, «¡Dios salve al Zar!». Después de la guerra se convirtió en cortesano en San Petersburgo, donde fundó la jocosa sociedad literaria «Arzamás» para promover la estética anticlasicista de Nikolái Karamzín, de orientación europea.
Entre los miembros de «Arzamás» estaba el adolescente Aleksandr Pushkin, que rápidamente emergía como heredero aparente de Zhukovski. Los dos se convirtieron en amigos para el resto de sus vidas, y aunque con el tiempo Pushkin superó la influencia literaria del poeta de más edad, confió cada vez más en su protección y mecenazgo.

## Vida posterior y obras

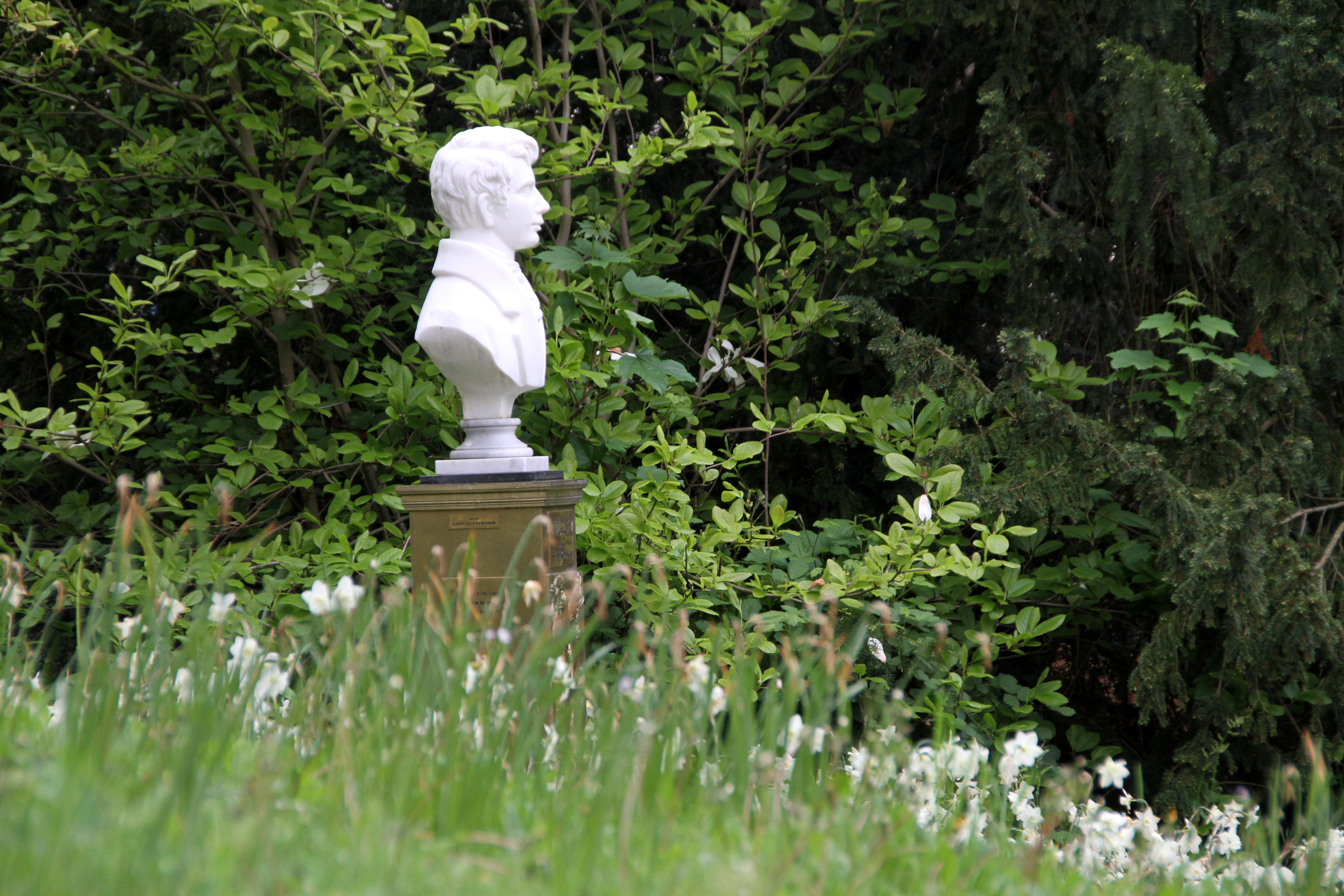
Busto del poeta y traductor ruso Vasili Zhukovski en Baden-Baden

En años posteriores, Zhukovski tuvo una segunda gran contribución a la cultura rusa como educador y mecenas de las artes. En 1826 fue nombrado tutor del zarévich, el futuro zar Alejandro II. Su progresista programa educativo tuvo tan poderosa influencia sobre Alejandro que las reformas liberales de los años 1860 a veces se le atribuyen.  El poeta usó también su gran influencia en la corte en defensa de escritores librepensadores como Mijaíl Lérmontov, Aleksandr Herzen, Tarás Shevchenko y los decembristas.  
A la muerte de Pushkin en 1837, Zhukovski asumió el papel de albacea literario, no sólo rescatando su obra (incluyendo varias obras maestras inéditas) de una censura hostil, sino también recopilándola diligentemente y preparándola para su publicación. A lo largo de los años 1830 y 1840, cultivó el genio y promovió al carrera de Nikolái Gógol, otro amigo personal. En este sentido, actuó entre bastidores como una especie de empresario del movimiento romántico que él fundó.
Siguiendo el ejemplo de su mentor Karamzín, Zhukovski viajó ampliamente por Europa a lo largo de toda su vida, encontrándose y estableciendo correspondencia con figuras culturales de talla mundial, como Goethe o el pintor paisajista Caspar David Friedrich. Una de sus amistades más tempranas fue el popular escritor alemán Friedrich de la Motte Fouqué, cuyo cuento en prosa Undine fue un superventas europeo. A finales de la década de 1830, Zhukovski publicó una traducción en verso muy original de Undine, que restableció su lugar entre la vanguardia poética. Escrito en hexámetros, la obra se convirtió en la base de un ballet clásico ruso.
En 1841, Zhukovski se retiró de la corte y se estableció en Alemania, donde se casó con Elizabeth Reitern, de dieciocho años, la hija mayor de un artista amigo. La pareja tuvo dos hijos, entre ellos Aleksandra Vasílievna Zhukóvskaya, que se casó con el miembro de la familia real rusa el Gran Duque Alekséi Aleksándrovich Románov, sexto descendiente y cuarto varón de Alejandro II. El poeta, en su vejez, dedicó gran parte del resto de su vida a una traducción en hexámetros de la Odisea de Homero, que finalmente publicó en 1849. 
Aunque la traducción estaba lejos de ser precisa, se convirtió en un clásico por derecho propio y ocupa un lugar destacado en la historia de la poesía rusa. Algunos eruditos señalan que tanto su Odisea como Undina, en tanto que obras narrativas largas, supusieron una contribución importante, si bien indirecta, al desarrollo de la novela rusa.
Zhukovski murió en Alemania en 1852, a los sesenta y nueve años de edad, y se encuentra enterrado en el cementerio de Aleksandr Nevski Lavra (Monasterio de Alejandro Nevski) de San Petersburgo.